# Casino Mercantil
El Casino Mercantil és un edifici situat al carrer d'Avinyó i la plaça de la Verònica de Barcelona, catalogat com a bé cultural d'interès local.

## Història
Fou promogut pel Casino Mercantil, una associació que agrupava corredors de canvi, banquers i homes de negocis, que encarregà el projecte al mestre d'obres Tiberi Sabater i Carné, i es va construir entre 1881 i 1883. Al Borsí, els socis podien operar per a ells mateixos o per compte d'altre. El sistema s'enfonsà a l'inici de la Primera Guerra Mundial, en la crisi coneguda com «la Matança», que comportà el tancament el Borsí, i el mercat de valors reobrí el 1915 com a Borsa de Barcelona, i els antics corredors de canvi passaren a formar el Col·legi d'Agents de Canvi i Borsa. La nova forma no encaixà entre els antics socis del Casino Mercantil, que s'agruparen en l'Associació del Mercat Lliure de Valors, la qual renovà la vida del Borsí, per bé que els associats no podien operar en nom de terceres persones ni superar el nombre de 400.
Fins a l'esclat de la Guerra Civil el 1936 hi foren més importants les transaccions que no pas a la borsa oficial. L'any 1940, en reprendre's la vida financera, no fou autoritzada la reobertura del Borsí, motiu pel qual l'edifici acollí des d'aquella data l'Escola de Belles Arts i, a partir dels anys 1960, l'Escola d'Arts Aplicades i Oficis de la Llotja.
El desembre del 2009 es va desplomar part d'un dels sostres de l'edifici, on encara s'impartien classes, fet que va comportar-ne el tancament, tot i que es va estudiar la possibilitat de crear-hi la seu de l'Institut Superior de les Arts. Després de gairebé deu anys tancat, el veïnat va començar a mobilitzar-se per a tornar-lo a obrir. Les alarmes van saltar quan es conegué la proposta per a convertir-lo en el museu de Woody Allen. El 2018, la plataforma «El Borsí per al Barri» aconseguí accedir-ne a l'interior i començar a projectar-lo a través de la gestió comunitària. En els primers estudis arquitectònics es va descobrir un pany de muralla romana a integrar en el nou projecte.
El juliol del 2023, l'Ajuntament de Barcelona va començar-ne les obres de rehabilitació integral per a allotjar-hi la biblioteca Andreu Nin, a més d'espais per a les entitats del barri.

## Descripció
Consta de soterrani, planta baixa i dos pisos, i es cobreix amb un terrat pla, tot i que els frontons triangulars semblen indicar una coberta a doble vessant. El tractament de les façanes és força diferent tot i que segueixen la mateixa línia estilística, on Tiberi Sabater recorregué a un historicisme monumental, amb formes i elements d'inspiració neoclassicista que donen rotunditat al conjunt.
La del carrer d'Avinyó presenta tres cossos verticals clarament diferenciats, amb un pany de mur central que queda flanquejat per unes estructures a manera de cossos torrejats que donen rotunditat a l'edifici. Els cossos laterals presenten un basament amb carreus de pedra motllurats, sobre del qual es disposen les obertures de la planta baixa. Aquestes obertures són lleugerament diferents als respectius frontis, tot disposant de tres finestres cap a la banda de la plaça i una porta i dues finestres cap a la banda del carrer Comtessa de Sobradiel. Tot i així, aquestes obertures queden emmarcades per pilastres corínties i que sostenen un entaulament amb tríglifs i mètopes decorades amb garlandes. Al primer pis es disposen tres finestres, també emmarcades per pilastres i que es rematen amb un entaulament amb motius. Ambdós cossos laterals es rematen amb un entaulament de tríglifs i mètopes sobre dels quals es disposa un frontó triangular amb timpà llis on s'hi obre un òcul. El pany central presenta també un element a manera de basament on s'obren unes finestres rectangulars de petites dimensions que es corresponen amb les obertures del soterrani. Sobre d'aquestes es localitzen les set finestres que conformen el cos de la planta baixa, que sense cap decoració rellevant es rematen amb una cornisa a la que s'adossen les mènsules que sostenen els balcons de la planta pis. En la planta primera, es disposen tres finestres de major alçaria i rematades per un frontó triangular disposat sobre d'un petit entaulament. A través d'una cornisa, aquest se separa del darrer nivell, on es localitzen tres grups de tres finestres emmarcades per pilastres llises d'ordre dòric. L'única ornamentació d'aquesta façana fa referència als escuts de les borses d'Europa que la decoren.
La façana de la plaça de la Verònica és de dimensions més modestes per la mateixa configuració de la parcel·la, però presenta un tractament més monumental (espacielment a la planta baixa) que permet neutralitzar la seva estretesa. Disposa d'un basament que es veu trencat a la part central per tal de disposar les escales que condueixen a la porta de l'edifici; originalment, el basament era més alt i hi havia més escales, però la pujada de la cota de nivell de paviment de la plaça va amagar parcialment l'estructura origina, restant-li alçada. També es va disposar el tancament metàl·lic al voltant de l'entrada per tal d'evitar actes vandàlics i protegir així la façana. Es troba emmarcada per dues parelles de columnes corínties que presenten un fust que combina peses llises amb altres estriades. Als intercolumnis, hi ha dues fornícules excavades al mur, on es disposen dues escultures al·legòriques que representen la Indústria i el Comerç, obres de Joan Roig i Rossend Nobas, respectivament. Aquestes columnes suporten un entaulament dòric amb tríglifs i mètopes, tot disposant-se a la part central un rètol: ESCUELA DE ARTES APLICADAS Y OFICIOS ARTÍSTICOS. Aquest entaulament serveix de base a la balconada del primer pis, amb barana de pedra amb balustres i a la qual s'obre l'única finestra d'aquest cos, rematada amb un frontó triangular. Aquest cos del primer pis està decorat amb pilastres estriades d'ordre corinti que contrasten amb les línies horitzontals creades per les filades de pedra que conformen el mur. Aquest pis se separa del segon a través d'una cornisa decorada amb querubins entre motius vegetals i escuts que continua cap a la façana del carrer d'Avinyó. En aquest pis s'obre una finestra de triple obertura amb dues columnes i que es troba flanquejada a ambdós costats per dos plafons rectangulars pintats amb motius vegetals, amorets, escuts i garlandes. La cornisa de tríglifs i mètopes decorades suporta la cornisa i el gran frontó triangular que remata l'edifici.
L'edifici compta amb un gran vestíbul decorat mitjançant columnes de marbre policromes i diverses estances que donaven acollida a l'Escola d'Arts Aplicades i Oficis Artístics.